# Unterseeboot UB-85
Pour les autres navires du même nom, voir Unterseeboot 85.
L'Unterseeboot UB-85 est un sous-marin (U-Boot) allemand de type UB III utilisé par la Kaiserliche Marine pendant la Première Guerre mondiale. Commandé le 23 septembre 1916, le sous-marin a été construit au chantier naval AG Weser à Brême et mis en service le 24 novembre 1917, sous le commandement du Kapitänleutnant Günther Krech.

## Conception
Comme tous les sous-marins de type UB III, l'UB-85 avait un déplacement de 516 tonnes en surface et de 647 tonnes en immersion. Ses moteurs lui permettaient de naviguer à 13,4 nœuds (24,8 km/h) en surface et à 7,5 nœuds (13,9 km/h) en immersion. Il avait une autonomie de 8180 milles marins (15150 km) à sa vitesse de croisière. L'UB-85 transportait 10 torpilles et était armé d’un canon de pont de 8,8 cm. L'UB-85 avait un équipage pouvant compter jusqu’à 3 officiers et 31 hommes.

## Historique des services
L'UB-85 a été construit par AG Weser à Brême. Après un peu moins d’une année de construction, il a été lancé à Brême le 26 octobre 1917 et mis en service plus tard la même année.
Lors de sa deuxième patrouille, il a rencontré le 30 avril 1918 le HM Drifter Coreopsis II au large de Belfast, en Irlande du Nord. Alors qu’il tentait d’échapper à l’attaque du navire britannique, l'UB-85 a été partiellement inondé par une écoutille laissée à moitié ouverte. La voie d'eau ne pouvait pas être circonscrite, car un appareil de chauffage électrique avait été installé dans le carré des officiers, sur ordre du Kapitänleutnant Krech, et ses câbles d’alimentation passaient à travers une porte étanche, empêchant de verrouiller celle-ci. Le sous-marin a été forcé de remonter à la surface et il a été abandonné par son équipage alors qu’il était sous le feu ennemi. Aucun des 34 membres d’équipage n’a été perdu, et ils ont tous été faits prisonniers de guerre.

## Relation avec la cryptozoologie
Lors de son interrogatoire, le capitaine aurait déclaré que le sous-marin avait refait surface la nuit précédente pour recharger ses batteries et qu’il avait été attaqué par une grande créature marine, un « monstre étrange » qui a surgi des flots et a endommagé le navire, le rendant incapable de plonger. L’équipage avait tiré avec ses armes individuelles sur la créature,.

## Épave
Des ingénieurs travaillant sur un câble électrique, le Western HVDC Link, ont découvert en octobre 2016 au large de Galloway l’épave presque intacte d’un sous-marin de classe UB-III, que l’on croit être l'UB-85 ou l'UB-82. Le Dr Innes McCartney, qui a identifié l’épave, a déclaré : « Nous sommes certainement plus proches de résoudre le soi-disant mystère de l'UB-85 et la raison de son naufrage - que ce soit une défaillance mécanique commune ou quelque chose de moins facilement explicable ».

## Affectations
- V Flottille : du 10 février au 30 avril 1918

## Commandants
- Kapitänleutnant Günther Krech[10] : du 24 novembre 1917 au 30 avril 1918